# III. Theuderich frank király
III. Theuderich (654 – St. Vaast d’Arras, 691 januárja) frank király 673-tól Burgundiában és Neustriában, 679-től az egész Frank Birodalomban.
II. Klodvig fiaként született. Fivérét, III. Chlotárt követte a trónon, Ebroïn neustriai majordomus biztatására. Másik testvére, II. Childerich hamarosan elűzte, majd átmenetileg ismét megfosztották koronájától egy bizonyos Klodvig (állítólag III. Chlothar fia) javára. 676-ban visszakapta trónját, és végül (679-ben) Austrasia királya lett. Egyszerű és tiszta ember volt, így bábként kellett figyelnie, hogyan harcolnak alattvalói egymás ellen II. Pippin majordomusnak és austrasiaiaknak a tertry-i csatában 687-ben aratott végső győzelméig.